# Mì lạnh
Mì lạnh  (냉면; 冷麵; Hán-Việt: lãnh miến; raengmyŏn 랭면 trong tiếng Triều Tiên) là một món mì xuất xứ từ phía bắc của bán đảo Triều Tiên, sử dụng loại mì sợi nhỏ làm từ bột và tinh bột của các nguyên liệu khác nhau bao gồm kiều mạch, khoai tây, khoai lang, tinh bột cây dong (màu đậm hơn và dai hơn mì kiều mạch) và bột sắn dây (칡, chik). Kiều mạch chiếm ưu thế khi dùng để làm ra sợi mì (dù tên gọi của nó nghe tựa như lúa mạch nhưng không có liên hệ nào với cây lúa mì, mà lại có họ gần hơn với cây chút chít). Ngoài ra còn vài loại mì lạnh được làm từ nguyên liệu như rong biển và trà xanh.

## Lịch sử
Theo các tài liệu thế kỷ 19 trong tác phẩm Đông Quốc tuế thời ký (Dongguksesigi, 동국세시기, 東國歲時記), naengmyeon xuất hiện từ thời Joseon. Ban đầu là một món ngon được ưa chuộng ở phía bắc bán đảo Triều Tiên, đặc biệt là các thành phố như Bình Nhưỡng (평양) và Hàm Hưng (함흥) nay là Triều Tiên, naengmyeon trở nên phổ biến rộng rãi trên khắp Hàn Quốc sau Chiến tranh Triều Tiên.
Naengmyeon được phục vụ trong một bát thép không gỉ lớn với nước dùng lạnh, dưa chuột thái sợi, được trình bày với những lát lê Hàn Quốc, củ cải trắng Hàn Quốc muối chua nhẹ thái mỏng, có thêm trứng luộc hoặc lát thịt bò luộc lạnh hoặc cả hai. Nước sốt mù tạt cay (hoặc dầu mù tạt) và giấm thường được thêm vào trước khi ăn. Theo truyền thống, mì dài sẽ được ăn mà không cắt vì chúng tượng trưng cho tuổi thọ và sức khỏe tốt, nhân viên phục vụ ở các nhà hàng thường hỏi khách có muốn cắt mì trước khi ăn hay không và dùng kéo để cắt mì.

## Tư liệu hình ảnh

Naengmyeon
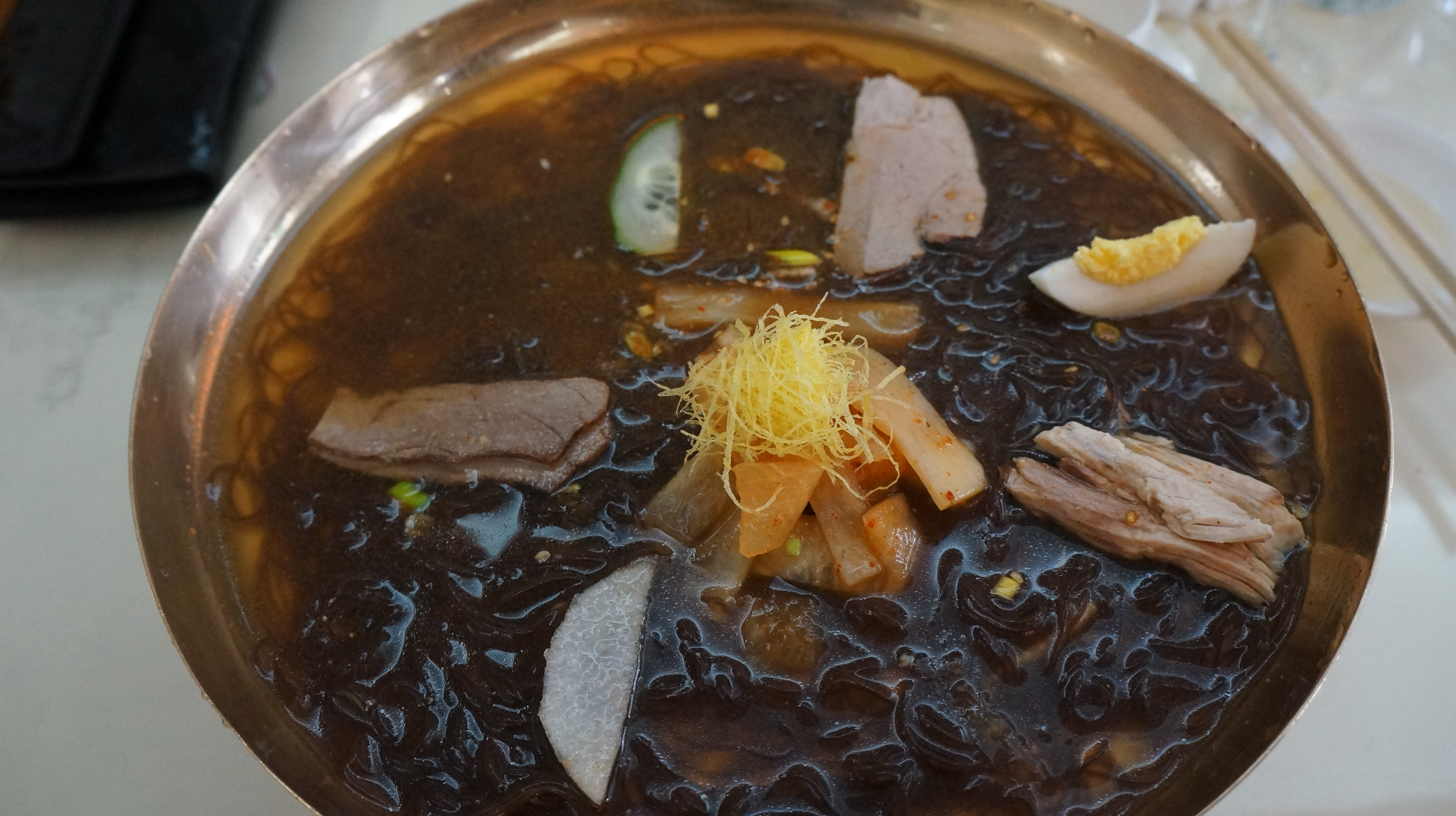
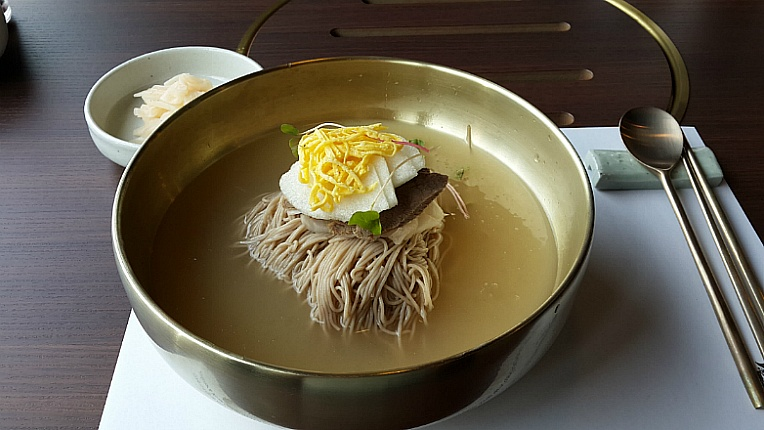
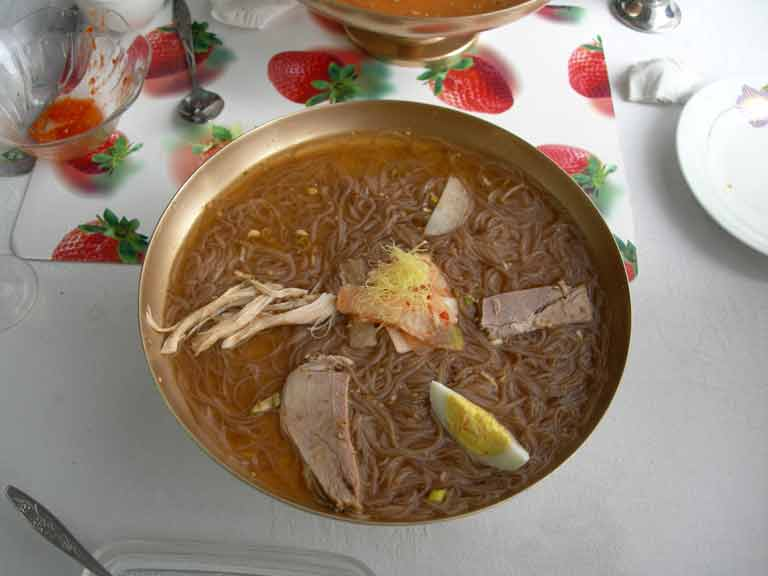
Naengmyeon tại Nhà hàng Okryu ở Pyongyang.
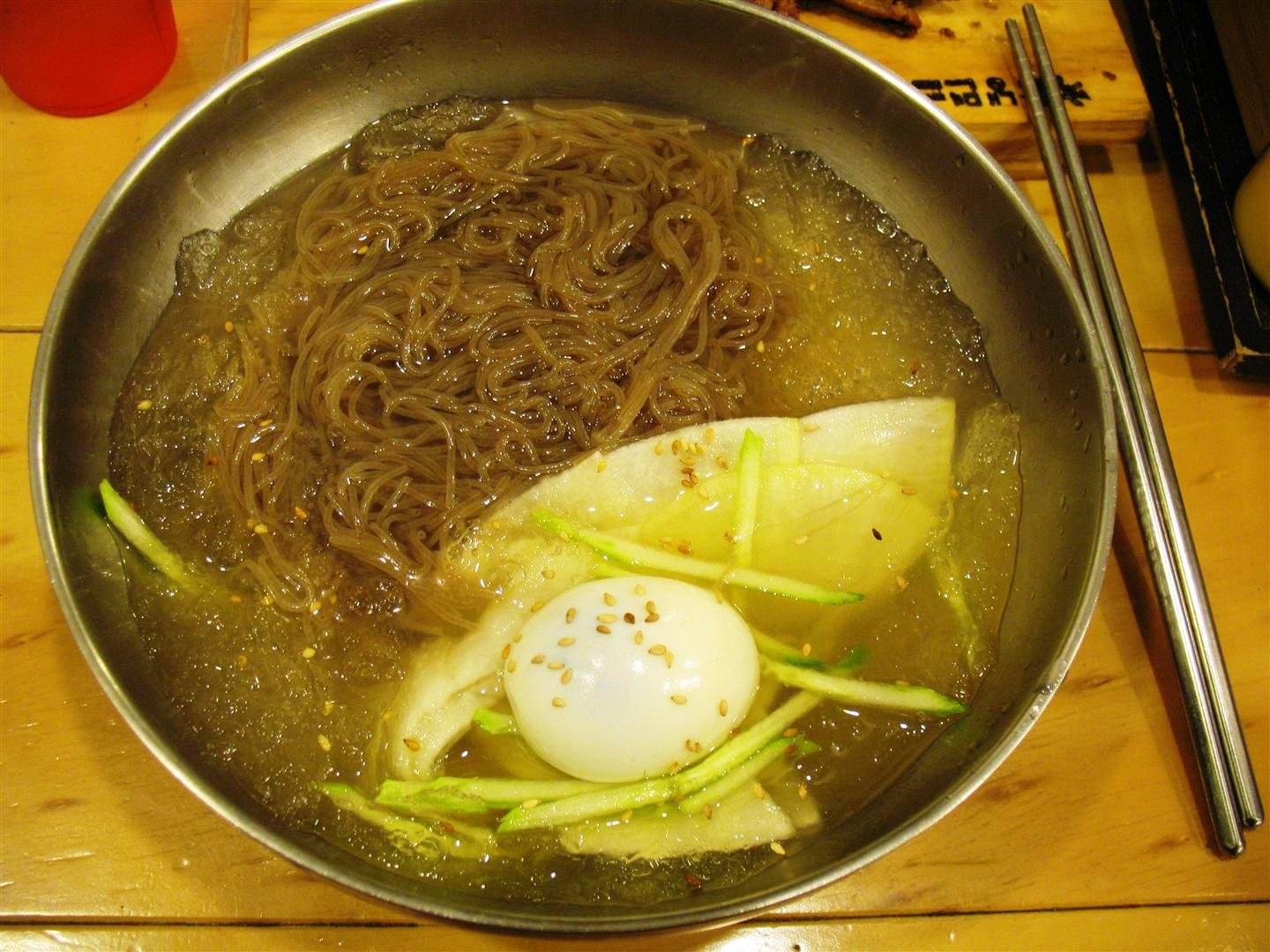
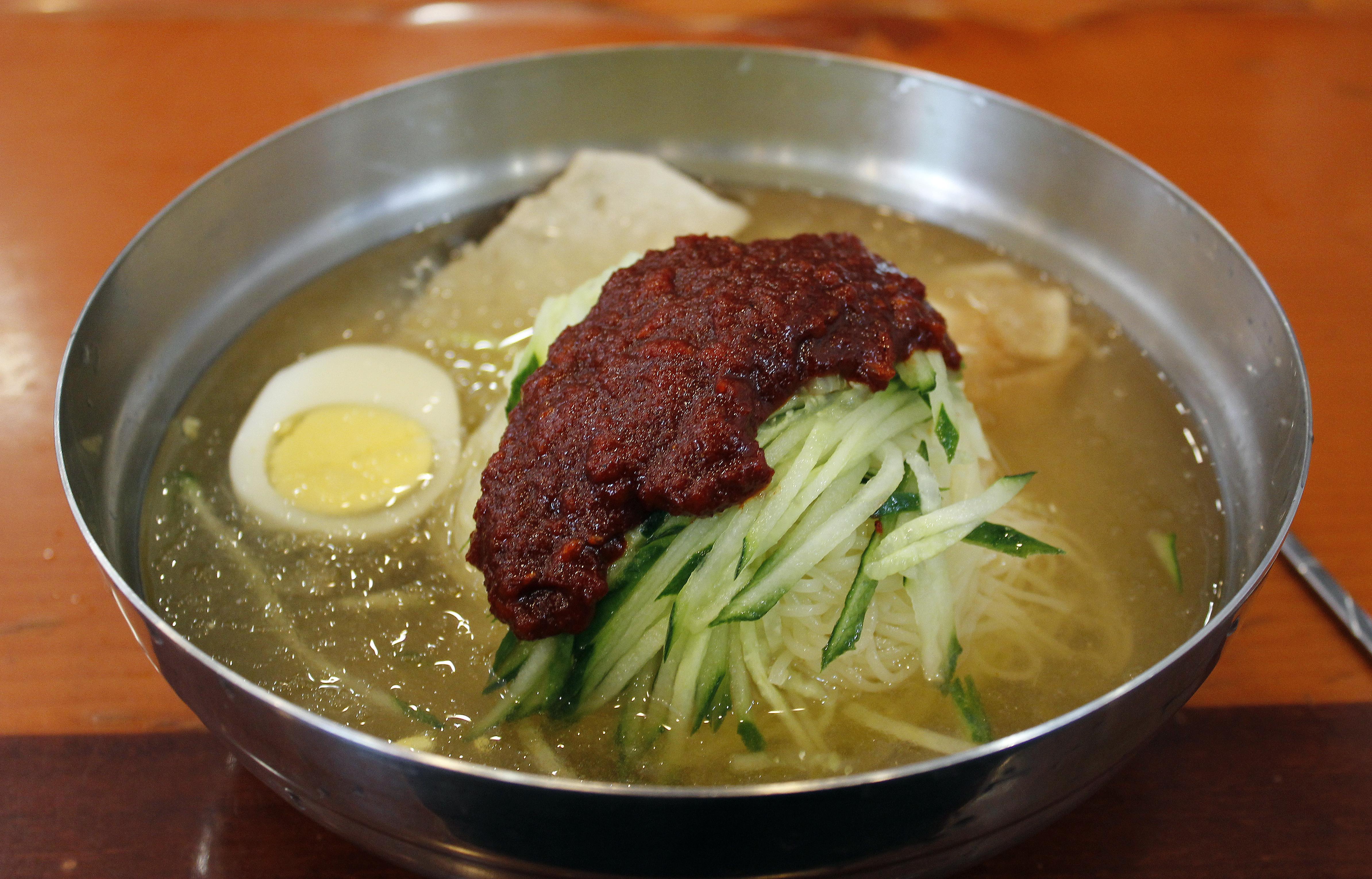
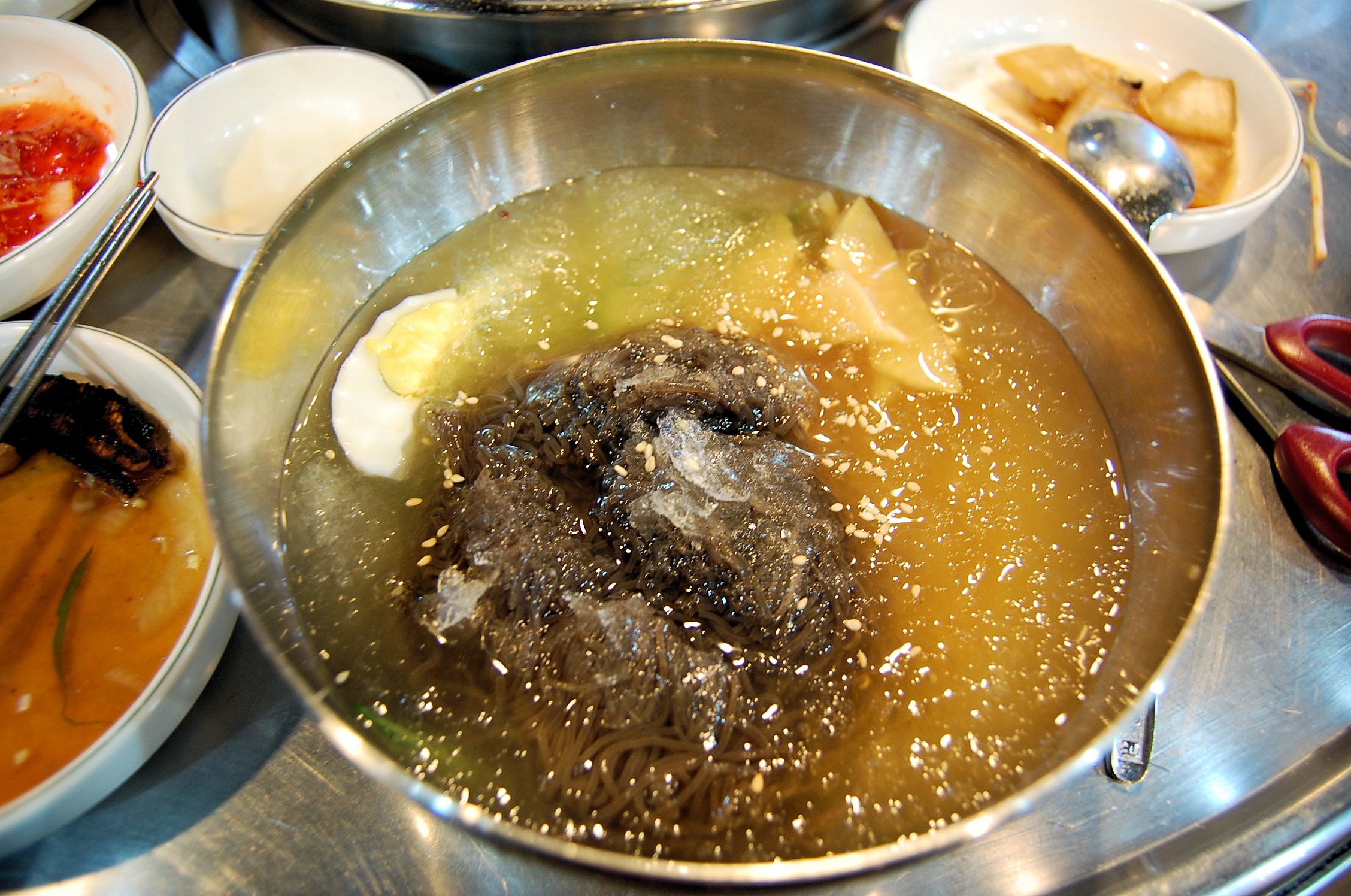
Mì lạnh có phủ lớp nước đá ở trên
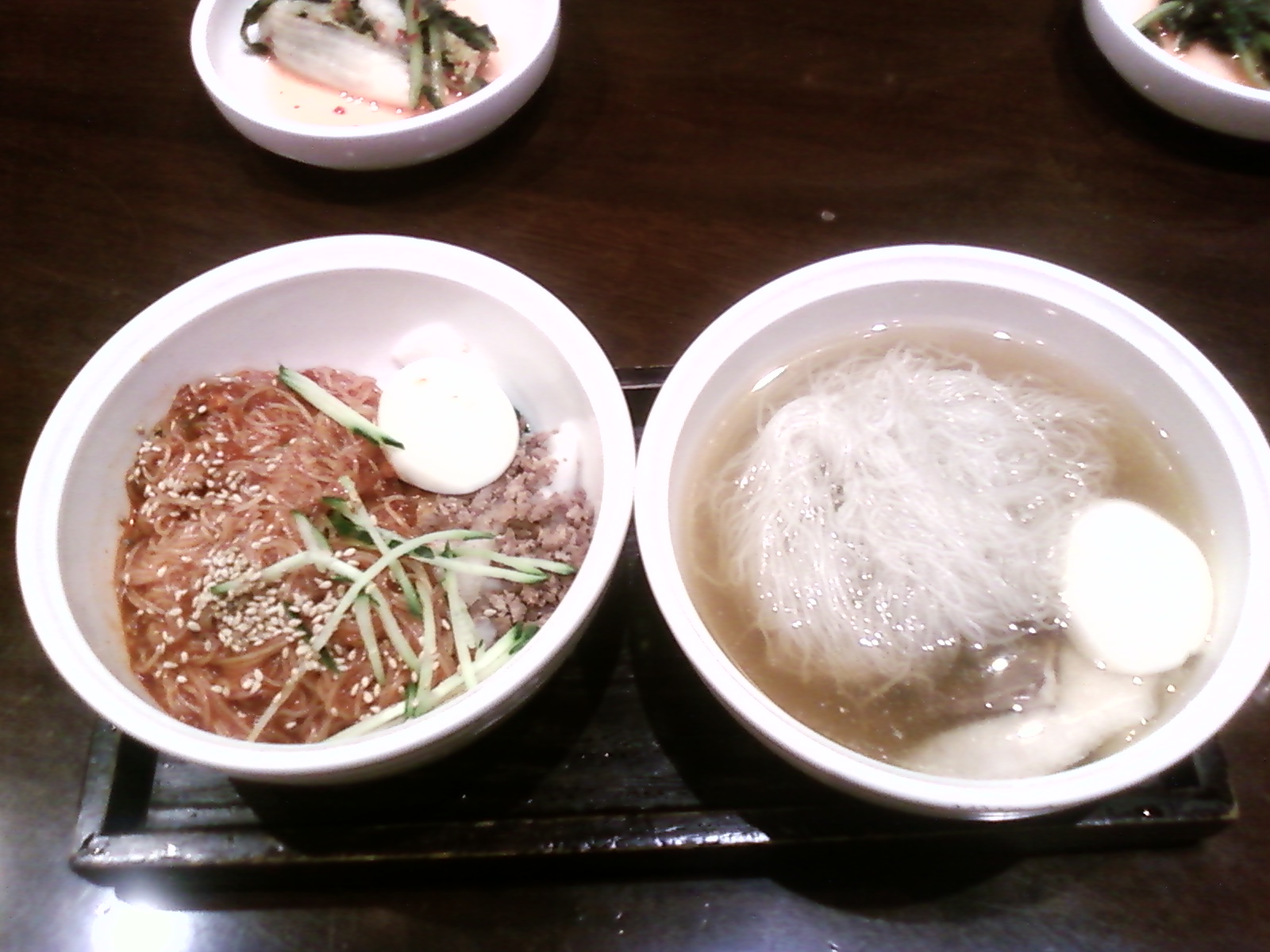
Bibim naengmyeon và Mul naengmyeon.
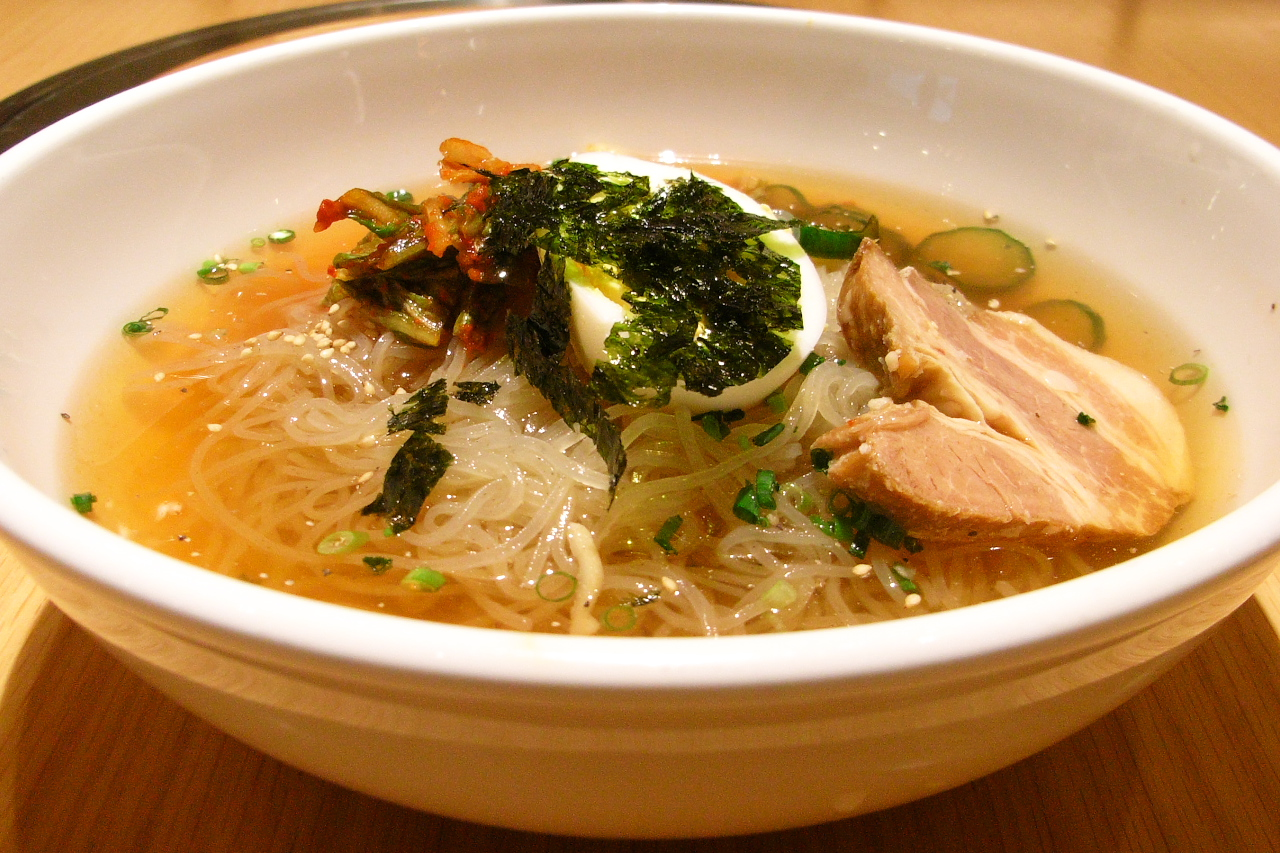
Mul naengmyeon.